# Henri Sauvan
Pour les articles homonymes, voir Sauvan.
Henri Sauvan, né le 29 avril 1923 à Paris et mort le 31 janvier 2012 à Paris, est un haut fonctionnaire français. Marié et père de cinq enfants, il a été le Directeur Général de la compagnie Air France de 1982 à 1988 puis administrateur d’Air Inter et d’Aéroports de Paris.

## Biographie
Henri Sauvan naît dans une famille parisienne modeste, d'un père monégasque et d'une mère italienne.
Après des études au lycée Condorcet à Paris, il entre à HEC Paris dont il sort diplômé en 1945. Licencié en droit, diplômé d’économie politique et de droit public, et expert comptable, il commence dès 1947 sa longue carrière qu'il consacre entièrement au service de la Compagnie Air France. Il aura ainsi auprès de Max Hymans, le privilège de vivre la renaissance de la compagnie Air France de l'après-guerre.
Successivement sous-directeur du contrôle et des études de gestion d'Air France, il fut nommé en 1968 directeur des programmes et accords. Promu Secrétaire Général en 1974, il reçoit par délégation spéciale, la charge des nombreuses filiales de la Compagnie Air France dont Jet Tours, Servair, Air Charter, ainsi que la chaîne internationale d'hôtels Le Méridien.
Les nombreuses démarches qu'il entreprend dès le milieu des années 1970 auprès des autorités américaines pour la mise en place d'un vol commercial supersonique entre Paris et New York, se concrétisent le 22 novembre 1977 lorsque le Concorde d'Air France décolle pour la première fois à destination de New York. Il a en outre œuvré au rapprochement des compagnies aériennes Air France et Lufthansa, ce qui lui vaudra d'être décoré de la croix de commandeur de l'Ordre du Mérite de la République fédérale d'Allemagne.
En 1982 il est nommé Directeur Général d’Air France, poste qu’il occupa au côté des présidents successifs de la compagnie, Pierre Giraudet, Marceau Long et Jacques Friedmann, jusqu’à sa retraite en 1988. Il fut également Administrateur d’Air Inter et d’Aéroports de Paris.
Issu des cadres de la Compagnie Air France, il incarna l’exemple même du dirigeant de haut niveau, ne devant sa brillante et longue carrière qu’à son grand professionnalisme, son dévouement aux intérêts de la Compagnie Air France, et son ouverture aux autres.
Il meurt le 31 janvier 2012 à l'âge de 88 ans. Ses obsèques ont lieu le 4 février en l'église Saint-Pierre de Neuilly-sur-Seine et il est ensuite inhumé, dans l'intimité familiale, au cimetière de Guiscard dans l'Oise.
Henri Sauvan était Officier de la Légion d’honneur (1984), Commandeur de l’Ordre national du Mérite (1980), récipiendaire de la Médaille d'honneur de l'aéronautique échelon Or (1986), et titulaire de plusieurs décorations étrangères parmi les plus prestigieuses.

## Décorations
|  |  |  |
|  |  |  |

### Intitulés
Officier de la Légion d'honneur
 Commandeur de l'ordre national du Mérite
Médaille d'honneur de l'aéronautique
 Croix de commandeur de l'ordre du Mérite
Ordre du Mérite aéronautique (Brésil)